# Josef Homan
Josef Homan (1. ledna 1906 Blovice – 4. května 1968 Rokycany) byl český učitel, první ředitel Gymnázia Blovice a 19. blovický starosta v letech 1946–1952.
Josef Homan se narodil 1. ledna 1906 v Blovicích otci Rudolfu Homanovi, kamnářovi a budoucímu starostovi Blovic, a matce Marii. Absolvoval místní obecnou školu, od 11 let chodil do plzeňského gymnázia, kde v roce 1924 úspěšně odmaturoval. Zahájil v témže roce studia na Právnické fakultě Univerzity Karlovy, které však nedokončil (24. dubna 1929 nesložil státní zkoušku, stejně tak ani opravnou 7. prosince 1929), a přestoupil na učitelskou školu ve slovenské Levoči. Od 1. ledna 1932 pak vyučoval na mnoha školách na Slovensku – v Košicích, Trebišově, Čadci a Brusně. 28. srpna 1937 se v Blovicích oženil s Annou Tolarovou, se kterou měl čtyři dcery, které se všechny staly učitelkami.
Kvůli změně společenských poměrů na Slovensku v roce 1938 mu byl k 31. prosinci 1938 ukončen pracovní poměr na slovenských školách a Josef Homan se tak musel se vrátit zpět do Čech. Začal tedy učit na obecných školách ve Žďáru, v Seči a v Blovicích. 10. června 1942 byl zatčen Gestapem na udání blovického kněze Karla Slabeňáka, protože byl údajně zapojen do atentátu na Heydricha. Propuštěn byl až 24. prosince 1942.
Po návratu z vazby začal opět učit na blovické obecné škole, kde se stal 1. srpna 1951 ředitelem a od 1. září 1953 byl ředitelem osmileté střední školy. V roce 1959 získal titul vzorný učitel. 1. září 1962 vznikla v Blovicích střední všeobecně vzdělávací škola, jejímž ředitelem se stal. V roce 1967 odešel do starobního důchodu a o rok později, 4. května 1968, v Rokycanech ve věku 62 let na infarkt umírá.

## Politické působení
Počátky jeho politického působení se datují do roku 1927, kdy byl členem národně demokratické mládeže, kterým byl do roku 1931. Po odchodu na Slovensko v roce 1932 se stal členem sociální demokracie. Po osvobození Československa v roce 1945 přestoupil do Komunistické strany Československa. Po Vítězném únoru se stal předsedou místního akčního výboru Národní fronty.
Josef Homan se stal starostou Blovic 10. března 1946, kdy vystřídal Václava Fišera. 30. ledna 1949 byl zvolen prvním tajemníkem ONV Blovice. Jeho mandát se vyznačoval výstavbou nových bytových jednotek, přesunu jednotlivých institucí po městě za účelem uvolnění dostatečných prostor pro nově vzniklý okres a znárodňování místních továren a živností. 31. července 1952 rezignoval na funkci starosty, protože se stal předsedou osmileté střední školy.
Během jara 1968 se dostává do ostré diskuse s doktorem Karlem Záhoříkem, který ho obvinil z přehnané propagace komunismu během jeho politického působení. Podle některých zdrojů měl právě tento střet za důsledek infarkt, kterému 4. května 1968 podlehl.